# Захарова, Елена Сергеевна
Елена Сергеевна Захарова (15 августа 1928, Саратов — 15 февраля 1985, Свердловск) — советская театральная актриса, народная артистка РСФСР.

## Биография
Елена Захарова (по мужу Минская) родилась 15 августа 1928 года в Саратове в семье инженера и пианистки. В годы Великой Отечественной войны работала в летние периоды в колхозе (1941, 1942), подручной на заводе (1943), в пионерском лагере (1944).
В 1946 году окончила школу и поступила в Государственный институт театрального искусства им. А. В. Луначарского (ГИТИС). В 1948 году перевелась в Театральное училище им. Б. В. Щукина при Государственном театре имени Е. Вахтангова, которое окончила в июне 1950 года по специальности «мастерство актёра».
В 1950—1953 годах играла в Московском театре сатиры.
С сентября 1953 года и до конца жизни работала в Свердловском театре драмы, была ведущей актрисой театра, сыграла более сотни ролей.
Избиралась депутатом Ленинского райсовета народных депутатов Свердловска, была членом Ленинского районного Советского комитета защиты мира и Свердловского отделения Всероссийского театрального общества (сейчас Союз театральных деятелей Российской Федерации).
Умерла 15 февраля 1985 года в Свердловске. Похоронена на Широкореченском кладбище.

## Награды
- Заслуженная артистка РСФСР (1956).
- Народная артистка РСФСР (1980).
- Орден Трудового Красного Знамени (1975).

## Работы в театре
- «Плоды просвещения» Л. Толстого — Толбунина
- «Дети Солнца» М. Горького — Меланья
- «Встречи поздние и ранние» В. Пановой — Шеметова
- «Традиционный сбор» В. Розова — Лида Белова
- «Проделки Ханумы» по пьесе «Ханума» А. Цагарели, режиссёр Г. Г. Черкезишвили (1977) — Ханума
- «Поднятая целина» М. Шолохова — Варя
- «Энергичные люди» В. Шукшина, режиссёр Александр Соколов — Вера Сергеевна
- «Ночь ошибок» О. Голдсмита — миссис Хардкасл
- «Дама сердца прежде всего» Педро Кальдерона — Беатрис
- «Орфей спускается в ад» Т. Уильямса — Лейди
- «Игра с кошкой» («Кошки-мышки») И. Эркеня — Эржи